# Ján Ivák
Ján Ivák (6. ledna 1889 Záhorská Bystrica – 3. ledna 1966 Bratislava) byl československý politik a meziválečný poslanec Národního shromáždění za Národní obec fašistickou.

## Biografie
V letech 1899–1907 studoval gymnázium v Prešpurku. Ze studií byl vyloučen pro své aktivity v slovenském národním hnutí. Maturoval v Praze. V období let 1907–1909 studoval na Vysoké škole světového obchodu ve Vídni. Od roku 1912 působil jako úředník Ústředního družstva v Šaštíně. V letech 1924–1927 působil v Breznu, později v Bratislavě jako organizačně-ekonomický ředitel Družstva hospodářskych lihovarů, rafinérií a škrobáren. Profesí byl obchodníkem. Podle údajů z roku 1935 bydlel v Šaštíně.
Politicky byl stoupencem slovenského agrarismu. Byl aktivní při zakládání potravinových a úvěrových družstev. Spoluzakládal družstvo na výrobu zemědělských strojů a nářadí. Podporoval česko-slovenskou vzájemnost. Po roce 1918 byl členem československé agrární strany. Po roce 1932 přešel do Národní obce fašistické. V roce 1935 se stal předsedou její organizace na Slovensku. Vydával a vlastnil její tiskoviny.
Za fašisty se v parlamentních volbách v roce 1935 stal poslancem Národního shromáždění. Poslanecké křeslo si oficiálně podržel do zrušení parlamentu roku 1939, přičemž v prosinci 1938 ještě přestoupil do klubu Hlinkova slovenská ľudova strana – Strana slovenskej národnej jednoty, do které se spojily všechny slovenské nesocialistické strany.
Po Mnichovu se v říjnu 1938 podílel za fašistickou stranu na dojednávání Žilinské dohody coby společné platformy slovenských stran ve prospěch autonomie a byl jedním ze signatářů její finální verze. Později se ale od Žilinské dohody a od politiky slovenského štátu distancoval a za druhé světové války spolupracoval s odbojem.
Po válce pracoval v manažerských pozicích v zásobování. Po roce 1945 působil ve Zdroji, po roce 1948 v podniku Konzervárenský průmysl v Bratislavě.